# Joanna Rudniańska
Joanna Rudniańska-Zalejska (ur. 1948) – polska pisarka.
Ukończyła studia na Uniwersytecie Warszawskim.  Z wykształcenia jest matematykiem. Dziesięć lat pracowała w Polskiej Akademii Nauk. Członkini Unii Literackiej.
Pierwszymi utworami literackimi były bajki dla dzieci. Opublikowała je w czasopiśmie „List”, a następnie współpracowała z „Fantastyką”. Jest autorem czterech powieści, z których jedna – Mój tata z obcej planety ukazała się najpierw w 2000 r. w Japonii, a dopiero potem w Polsce (2008).

## Nagrody i wyróżnienia
Jest laureatką m.in. Międzynarodowej Nagrody imienia Janusza Korczaka. Otrzymała ją za Rok smoka w 1992 roku. Książka otrzymała również nagrodę Książka Roku 1991.
W 2007 r. Kotka Brygidy Joanny Rudniańskiej została uhonorowana Głównym Wyróżnieniem Literackim w konkursie Książka Roku 2007 Polskiej Sekcji IBBY.
W 2012 XY była nominowana do Nagrody Literackiej Miasta Warszawy.
Za książkę Bajka o Wojnie otrzymała wyróżnienie honorowe w konkursie „Książka Roku 2015” Polskiej Sekcji IBBY.
Książki XY i Bajka o Wojnie zostały wpisane na Listę Skarbów Muzeum Książki Dziecięcej.

## Życie prywatne
Joanna Rudniańska urodziła się w rodzinie pedagogów. Jej ojciec, Jarosław Rudniański, był autorem książki Jak się uczyć. Jej dziadkiem był Stefan Rudniański.

## Twórczość
- RuRu, Wydawnictwo Nisza, Warszawa 2019, ISBN 978-83-62795-96-3
- Sny o Hiroszimie, Wydawnictwo W.A.B., Warszawa 2019, ISBN 978-83-280-5409-7
- Bajka o Wojnie, Wydawnictwo Bajka, Warszawa 2015, ISBN 978-83-61824-81-7
- XY, Muchomor, Warszawa 2012, ISBN 978-83-89774-60-6
- Mój tata z obcej planety, Wydawnictwo Pierwsze, Warszawa 2008, ISBN 978-83-923288-6-5.
- Kotka Brygidy, Wydawnictwo Pierwsze, Warszawa 2007, ISBN 978-83-923288-8-9.
- Okno na skrzyżowanie. Baśnie świąteczne dla dorosłych, Wydawnictwo Pierwsze, Warszawa 2007, ISBN 978-83-923288-7-2.
- Miejsca, Wydawnictwo W.A.B., Kraków 1998, ISBN 83-87021-81-4.
- Rok smoka (wydanie I 1991, wydanie II 2003), wyd. Egmont Polska Sp. z o.o., Warszawa 2003, ISBN 83-237-9984-9.